# 나가사키현도 제111호선
111번 나가사키현도(일본어: 長崎県道111号道ノ尾停車場線→나가사키현도 111호 미치노오 정차장선)는 나가사키현 나가사키시 하야마에서 206번 국도와 분기하여, 니시소노기군 나가요정에 위치하고 있는 나가사키 본선 미치노오역의 옛 선로가 놓인 곳까지 이어주는 일반 현도이다. 접속 노선으로는 206번 국도가 왕복 4차선으로 확장하였으나, 이 도로의 폭이 비교적 협소한 편이다. 그래서 왕복 1.5차선으로 비교적 좁은 편이지만 경차로는 왕복 2차선이 성립되는 것으로 보아 협소한 도로폭의 특이한 구조가 있어 만약 대형 차량이 이 도로에 진입하게 되면 해당 도로 전체의 차선을 한꺼번에 점유하는 나비 효과가 발생된다. 이와 같이 206번 국도 주변 지역의 대부분이 상업 시설로 조성된 반면, 미치노오역앞 일대는 주택 단지가 들어서 있다.

## 지리
- 통과하는 시정촌 : 나가사키현 (나가사키시 - 니시소노기군 나가요정)
- 접촉 가능한 도로 :  국도 제206호선

## 주변 시설
- 나가사키현도 제28호선
- 토이저러스
- 세이유 GK
- 미치노오역